# Comuna de Rypin
Rypin (polaco: Gmina Rypin) é uma gminy (comuna) na Polónia, na voivodia de Cujávia-Pomerânia e no condado de Rypiński. A sede do condado é a cidade de Rypin.
De acordo com os censos de 2004, a comuna tem 7473 habitantes, com uma densidade 56,6 hab/km².

## Área
Estende-se por uma área de 131,94 km², incluindo:
- área agricola: 84%
- área florestal: 7%

## Demografia
Dados de 30 de Junho 2004:
|                      | Total   | Total | Mulheres | Mulheres | Homens  | Homens |
| -------------------- | ------- | ----- | -------- | -------- | ------- | ------ |
|                      | pessoas | %     | pessoas  | %        | pessoas | %      |
| População            | 7473    | 100   | 3680     | 49,2     | 3793    | 50,8   |
| Densidade (pop./km²) | 56,6    | 100   | 27,9     | 27,9     | 28,7    | 28,7   |

De acordo com dados de 2002, o rendimento médio per capita ascendia a 1217,99 zł.

## Comunas vizinhas
- Brzuze, Osiek, Rogowo, Rypin, Skrwilno, Świedziebnia, Wąpielsk